# 기원전 5세기
기원전 5세기는 기원전 500년부터 기원전 401년까지를 말한다.

## 주요 사건
- 페르시아 전쟁
  - 마라톤 전투 (기원전 490년)
  - 살라미스 해전 (기원전 480년)
- 펠로폰네소스 전쟁 (기원전 431년 - 404년)
  - 시칠리아 원정 (기원전 415년 - 413년)

- 기원전 499년 - 그리스-페르시아 전쟁 발발.
- 기원전 497년 - 포로 로마노에 사투르누스의 신전이 세워짐.
- 기원전 482년 - 페르시아 제국의 침공으로 바벨탑이 파괴됨.
- 기원전 480년 - 살라미스 해전 발발. (9월 22일)
- 기원전 479년 - 델로스 동맹 성립.
- 기원전 450년 - 로마 12표법 제정.
- 기원전 448년 - 페르시아 전쟁 종료.
- 기원전 441년 - 고대 그리스의 극작가 소포클레스가 《안티고네》를 완성함.
- 기원전 432년 - 아테네의 파르테논 신전 완성.
- 기원전 431년 - 그리스에서 펠로폰네소스 전쟁 발발.
- 기원전 418년 - 제1차 만티네이아 전투 발발.
- 기원전 415년
  - 니키아스 평화조약의 종료.
  - 아테네 군대의 시실리 원정 시작.
  - 아테네 정치인 알키비아데스가 사형선고를 받고 스파르타로 도주.
  - 아테네, 델로나 동맹 참가 요청을 거부한 멜로스를 침공. 살아 남은 남자들은 도륙되고, 여자와 아이들은 노예신세가 된다. 그 잔학성은 동시대인들을 경악시킨다.
- 기원전 414년 - 니키아스, 아테네의 시라쿠사(Syracuse) 공격을 선두 지휘.
- 기원전 413년
  - 시라쿠사 전투 - 아테네의 시실리 원정은 재앙으로 마감.
  - 스파르타가 아티카에서 데켈리아(Decelea) 점령.
  - 티사페르네스(Tissaphernes)가 소아시아의 총독에 임명됨.
  - 아르켈라우스 1세(Archelaus I), 페르디카스(Perdiccas)의 뒤를 이어 마케도니아 왕국 왕위 계승.
- 기원전 412년
  - 알키비아데스(Alcibiades), 스파르타와 페르시아 제국 간의 연합을 추진하다가 페르시아를 배신하고 스파르타 쪽에 감.
  - 아테네, 마지막 비축자원을 사용해 새 함대를 건조할 것을 투표함.
  - 클라조메내 아테네 반대 봉기를 했으나 생포됨.
- 기원전 404년
  - 펠로폰네소스 전쟁 종료.
  - 이집트 왕가의 후손 아미르타이오스가 아케메네스 제국을 일시적으로 물리침. (이집트 제29왕조)
- 기원전 403년 - 중국 전국시대 시작.

## 주요 인물
- 피타고라스, 샤모스의 철학자 (기원전 582 - 496)
- 석가모니, 불교의 창시자. (기원전 563 - 483)
- 공자, 유교의 창시자 (기원전 기원전 551 - 479)
- 다리우스 1세, 페르시아의 왕 (임기 - 기원전 521 - 485)
- 헤로도토스, 그리스의 역사가 (기원전 484 - 425?)
- 소크라테스, 아테네의 철학자 (기원전 470 - 399)

### 탄생
- 기원전 500년 - 아낙사고라스
- 기원전 497년 - 고대 그리스의 극작가 소포클레스
- 기원전 495년 - 고대 아테네의 정치가이자, 웅변가, 장군인 페리클레스
- 기원전 470년 - 고대 그리스의 철학자 소크라테스
- 기원전 465년 - 그리스 역사가 투키디데스 (추정)
- 기원전 445년 - 페르시아 제국의 왕 아르타크세르크세스 2세 (추정)
- 기원전 440년 - 중국 전국 시대의 병법가이자 정치가인 오기
- 기원전 427년 - 고대 사상가 플라톤

### 사망
- 기원전 500년 - 중국 춘추시대 제(齊)나라 정치가 안영(晏嬰)
- 기원전 496년 - 오나라 최대 명군이자 손자 병법서의 손무
- 기원전 486년 - 페르시아 제국 황제 다리우스 1세
- 기원전 483년 - 석가모니
- 기원전 480년 - 스파르타의 왕 레오니다스 1세 (8월 11일)
- 기원전 479년 - 공자
- 기원전 477년 - 이토쿠 천황
- 기원전 470년 - 중국 춘추시대의 전략가 손무(孫武)
- 기원전 465년 - 페르시아 제국 황제 크세르크세스 1세
- 기원전 430년
  - 그리스의 철학자 엠페도클레스
  - 그리스의 조각가 페이디아스
  - 그리스의 수학자, 철학자 엘레아의 제논
- 기원전 428년 - 아낙사고라스
- 기원전 425년 - 고조선의 최초 국왕 단군왕검 (추정)
- 기원전 422년
  - 스파르타의 장군 브라시다스
  - 아테네의 정치가 클레온
- 기원전 413년
  - 데모스테네스(Demosthenes), 펠로폰네소스 전쟁 중 아테네 장군
  - 마케도니아 왕국의 왕 페르디카스 2세
- 기원전 409년 - 스파르타 아기아드 왕조의 왕 플레이스토아낙스
- 기원전 406년 - 고대 그리스의 극작가 소포클레스
- 기원전 403년 - 아테네의 과두제 정권 삼십인 정권의 우두머리인 크리티아스

## 년대와 년도
| 기원전 500년대 | 전509 | 전508 | 전507 | 전506 | 전505 | 전504 | 전503 | 전502 | 전501 | 전500 |
| 기원전 490년대 | 전499 | 전498 | 전497 | 전496 | 전495 | 전494 | 전493 | 전492 | 전491 | 전490 |
| 기원전 480년대 | 전489 | 전488 | 전487 | 전486 | 전485 | 전484 | 전483 | 전482 | 전481 | 전480 |
| 기원전 470년대 | 전479 | 전478 | 전477 | 전476 | 전475 | 전474 | 전473 | 전472 | 전471 | 전470 |
| 기원전 460년대 | 전469 | 전468 | 전467 | 전466 | 전465 | 전464 | 전463 | 전462 | 전461 | 전460 |
| 기원전 450년대 | 전459 | 전458 | 전457 | 전456 | 전455 | 전454 | 전453 | 전452 | 전451 | 전450 |
| 기원전 440년대 | 전449 | 전448 | 전447 | 전446 | 전445 | 전444 | 전443 | 전442 | 전441 | 전440 |
| 기원전 430년대 | 전439 | 전438 | 전437 | 전436 | 전435 | 전434 | 전433 | 전432 | 전431 | 전430 |
| 기원전 420년대 | 전429 | 전428 | 전427 | 전426 | 전425 | 전424 | 전423 | 전422 | 전421 | 전420 |
| 기원전 410년대 | 전419 | 전418 | 전417 | 전416 | 전415 | 전414 | 전413 | 전412 | 전411 | 전410 |
| 기원전 400년대 | 전409 | 전408 | 전407 | 전406 | 전405 | 전404 | 전403 | 전402 | 전401 | 전400 |
| 기원전 390년대 | 전399 | 전398 | 전397 | 전396 | 전395 | 전394 | 전393 | 전392 | 전391 | 전390 |